# Mazarine Pingeot
Mazarine Pingeot (Aviñón, 18 de diciembre de 1974), cuyo nombre cambió oficialmente a Mazarine Marie Mitterrand Pingeot en 2016, es una escritora francesa. Es profesora agregada y doctora en filosofía y actualmente enseña en la Universidad de París VIII y en el Instituto de Estudios Políticos de Burdeos. También escribe artículos culturales para el Instituto François-Mitterrand y forma parte de su administración.
Mazarine es hija de François Mitterrand, presidente de la República Francesa de 1981 a 1995, y Anne Pingeot, historiadora del arte. En 1994, la revelación al público de la segunda familia del presidente y de la existencia de Mazarine, su hija oculta, que hasta entonces solo había sido un secreto a voces, fue ampliamente cubierta por los medios.

## Biografía

### Infancia y juventud
Mazarine Marie Pingeot, hija ilegítima de François Mitterrand y Anne Pingeot, asistió a la escuela Saint-Benoît y al Lycée Henri IV en París. En septembre de 1994, ingresó a la Escuela normal superior de Fontenay-Saint-Cloud. Posteriormente se convirtió en profesora agregada de filosofía en julio de 1997 y comenzó a dar clases en la Universidad de Provenza y, más tarde, en el Lycée Colbert, ubicado en el X Distrito de París, y en la Universidad de París VII.
François Mitterrand reconoció el parentesco que tenía con Mazarine en una acta notarial realizada en presencia del notario Alain Medioni y escrita a máquina por Élisabeth Badinter el 25 de enero de 1984 en casa de los Badinter. Desde 1982, Jean-Edern Hallier había intentado revelar la identidad del padre de Mazarine y en marzo de 1984 quiso publicar El honor perdido de François Mitterrand (L'Honneur perdu de François Mitterrand), un artículo que inicialmente iba a llamarse Mitterrand y Mazarine; sin embargo, Miterrand alcanzó a destruirlo antes de que fuera publicado. En 1983, la escritora Françoise Giroud publicó El buen placer (Le Bon Plaisir) en la editorial Mazarine, una novela que cuenta la historia de un presidente que oculta la existencia de su hijo ilegítimo. La obra fue adaptada al cine en 1984 con el mismo título (Mi amante prohibido, en español). Gracias a que estos hechos eran conocidos, las personalidades del mundo intelectual y mediático parisino sabían secretamente sobre la verdadera paternidad de Mazarine.
En noviembre de 1994, la revista Paris Match publicó una foto, tomada por los paparazzi Pierre Suu y Sébastien Valiela, de Mazarine Pingeot y su padre saliendo del restaurante Le Divellec. El presidente fue informado con antelación y dio su consentimiento para publicar la foto y, con ello, revelar la existencia de su hija oculta durante veinte años.

### Trayectoria literaria
En 1998, Pingeot publicó su primer libro titulado Primera novela (Premier Roman), el cual recibió una amplia y positiva cobertura mediática, aunque por parte de la crítica recibió opiniones diversas. El libro vendió 60 000 ejemplares y fue traducido a varios idiomas. Además, Mazarine Pingeot escribió artículos esporádicos en la revista Elle. En el año 2000, publicó una segunda novela titulada Zeyn o la reconquista (Zeyn ou la Reconquête). Al comienzo de su carrera literaria, la crítica literaria no estuvo de su lado. Al respecto, Nelly Kaprièlian escribe en Les Inrockuptibles: «Mazarine Pingeot, (...) por ser hija de uno de los pocos presidentes franceses que leyeron, siempre creyó y trató de hacernos creer que ella "escribía"».
En 2003, participó en el programa Field dans tabedroom de Michel Field y luego, en 2004, en Ça balance à Paris, también con Michel Field y retransmitido por el canal de televisión Paris Première. En 2003, se publicó un ensayo suyo titulado Me dijeron quién era yo (Ils m'ont dit qui j'étais), el cual habla sobre las obras leídas por Pingeot. Las relaciones que establece entre las lecturas y sus experiencias personales atrajeron a la crítica.
En febrero de 2005, la editorial Julliard publicó su cuarto libro titulado Boca cocida (Bouche cousue). Este relato autobiográfico presentado en forma de diario vendió 200 000 ejemplares. Posteriormente publicó otras novelas.

Mazarine Pingeot creó, junto con su amiga Sophie Nordmann, una colección de libros sobre humanidades titulada Las Nuevas Mitologías (Les Nouvelles Mythologies) para la editorial Robert Laffont. Al mismo tiempo, trabajó en las siguientes estaciones de radio: Europe 1 (En À trois sur la balançoire con Constance Chaillet) y France Culture (con Jean-Michel Djian), en donde realizó las entrevistas que dieron origen al libro titulado La part d'enfance.

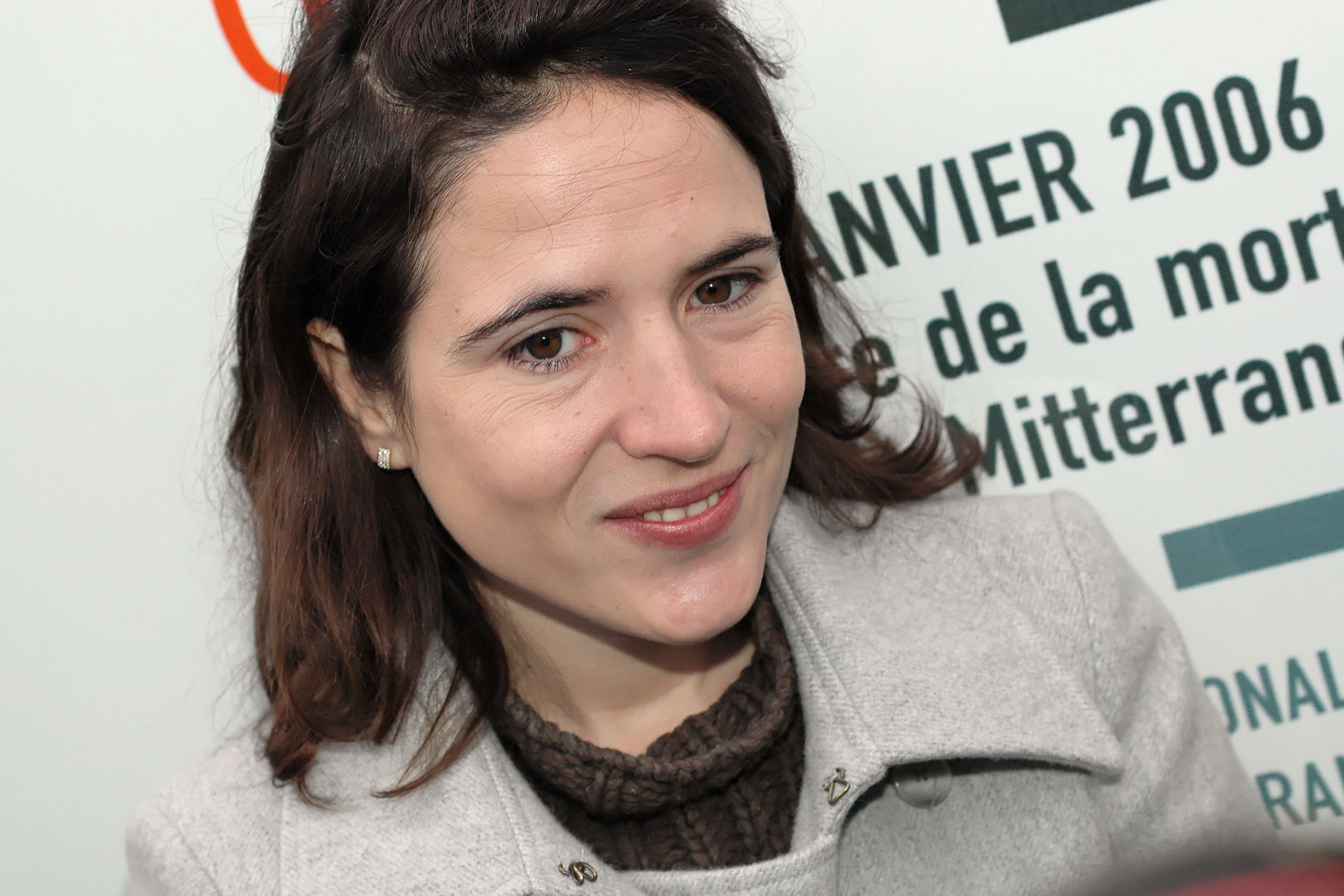
Mazarine Pingeot en 2006.

En enero de 2006, con motivo del décimo aniversario de la muerte de su padre, Mazarine Pingeot escribió el prefacio del libro de Stéphane Trano titulado Mitterrand, una cuestión de amistad (Mitterrand, une affaire d'amitié), en el que combina por primera vez su testimonio con el de su medio hermano Jean-Christophe Mitterrand. También prologa el libro de entrevistas de su padre y Marguerite Duras titulado Le Bureau de poste de la rue Dupin y otras obras.
A finales de julio de 2007, el anuncio de la publicación de su novela El cementerio de las muñecas (Le cimentière des poupées), que trata sobre una madre infanticida retomando con libertad el caso de Véronique Courjault, desencadenó una ferviente controversia avivada por una petición de los allegados a la familia Courjault que buscaba impedir su publicación.

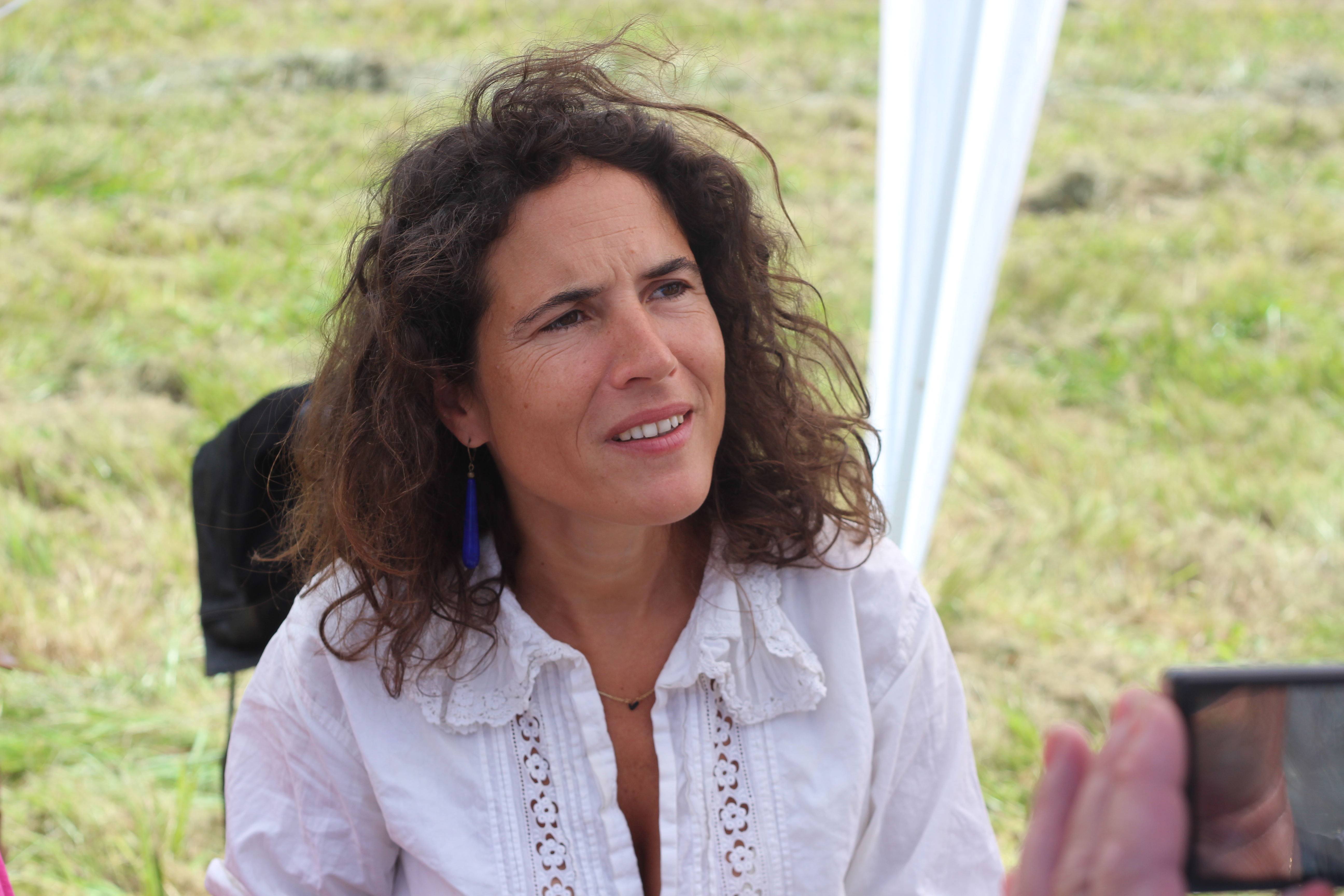
Mazarine Pingeot en el Forêt des Livres 2014.

Mazarine aparece junto con otros columnistas en el programa de televisión Ça balance à Paris en Paris Première, transmitido a partir del verano de 2010 por Éric Naulleau .
En 2016, defendió una tesis doctoral en filosofía sobre René Descartes en la Universidad de París VIII.

### Posicionamiento político
Con motivo de las primarias ciudadanas abiertas de izquierda con vistas a las elecciones presidenciales de 2017, Mazarine Pingeot públicamente dio a conocer su apoyo a Vincent Peillon.
El 28 de julio de 2020, en un artículo publicado en Le Monde sobre el nuevo feminismo y sus luchas, afirmó sentir un «aburrimiento mortal» al respecto, ya que el nuevo feminismo «se regodea en la moralidad en lugar de actuar políticamente». Asimismo, denuncia a las «extremistas» que «desacreditan» las reivindicaciones feministas de las generaciones pasadas.

### Vida privada
Mazarine Pingeot fue la pareja del presentador Ali Baddou entre 1992 y 1998.
En 2001, conoció a Mohamed Ulad-Mohand en la Villa Médici en Roma mientras estudiaba en un internado. Tuvieron tres hijos: Astor, nacido el 11 de julio de 2005, Tara, nacida el 5 de octubre de 2007 y Marie, nacida el 21 de diciembre de 2009. Se separaron en 2014.
El 31 de agosto de 2004, Mazarine Pingeot y Didier Le Bret formalizaron de forma implícita su relación cuando aparecieron juntos públicamente en el Forêt des livres en Chanceaux-près-Loches (Indre y Loira). Se casaron el 1 de julio de 2017 en París en presencia de François Hollande y Julie Gayet.
Por el decreto del 8 de noviembre de 2016, Mazarine consiguió cambiar oficialmente su appellido de "Pingeot" a “Mitterrand Pingeot".

## Obras

### Novelas
- 1998: Premier roman, Julliard. ISBN 2-260-01495-X
- 2000: Zeynn ou la reconquête, Julliard. ISBN 2-260-01512-3
- 2003: Ils m'ont dit qui j'étais, Julliard. ISBN 2-260-01602-2
- 2005: Bouche cousue, Julliard. ISBN 2-260-01658-8
- 2007: Le Cimetière des poupées, Julliard. ISBN 978-2-260-01730-1
- 2010: Mara, Julliard. ISBN 978-2-260-01764-6
- 2011: Pour mémoire, Julliard. ISBN 2-260-01831-9
- 2011: Entretien avec Descartes, Plon. ISBN 978-2-259-21443-8
- 2012: Bon petit soldat, Julliard. ISBN 978-2-260-02035-6
- 2013: La Part d'enfance:  24 entretiens de Mazarine Pingeot et Jean-Michel Djian, Julliard ISBN 978-2-260-02100-1
- 2014: Les Invasions quotidiennes, Julliard. ISBN 978-2-260-02118-6
- 2016: La Dictature de la transparence, Robert Laffont. ISBN 978-2-221-19293-1
- 2017: Théa, Julliard. ISBN 978-2-260-02944-1 (Publicada bajo el mismo título en español por la editorial Alfaguara).
- 2018: Magda, Julliard. ISBN 978-226629118-7
- 2019: Se taire, Julliard. ISBN 978-226005325-5
- 2021: Et la peur continue, Mialet Barrault. ISBN 9782080219886

### Guiones
- 2018: L'Économie du couple de Joachim Lafosse. (Coguionista).
- 2016: Le Petit Locataire de Nadège Loiseau. (Coguionista).

### Prefacios
- 2005: Prefacio de François Mitterrand. Les Images d'une vie de Georges Saunier, Phyb.
- 2005: Prefacio de Femmes. Filles de déesse. Ses visages cachés, de Laura Winckler, Nouvel Angle.
- 2006: Prefacio de François Mitterrand. Une affaire d'amitié de Stéphane Trano, L'Archipel.
- 2006: Prefacio de Le Bureau de poste de la rue Dupin, entrevistas de Marguerite Duras y François Mitterrand, Gallimard.
- 2008: Prefacio de La Femme et ses symboles : quelle déesse êtes-vous ? de Laura Winckler, Nouvel Angle.
- 2012: Prefacio de Le Dernier Français de Abd al Malik, Cherche midi. ISBN 978-2-7491-2237-3

## Documentales de televisión
- Mazarine, un secret d'État en Secrets d'actualité el 20 de marzo de 2000 en el canal M6.
- Le Secret de Sólveig Anspach transmitido en 2005.
- Mazarine, une vie au secret en Un jour, un destin el 10 de octubre de 2012 en el canal France 2.

## Otros
- El 8 de abril de 2020, se convirtió en madrina del pueblo del libro (village du livre) de Ambierle.
- Desde el 22 de enero de 2010 y hasta marzo de 2011, lanzó un programa en internet titulado Le Café en colaboración con Dailymotion, lesinfos.com y Starbucks Coffee Francia. El programa está disponible en Dailymotion.
- Forma parte del comité científico del festival Philosophia, que se celebra cada año en Saint-Émilion.